# Clasificación climática de Alísov

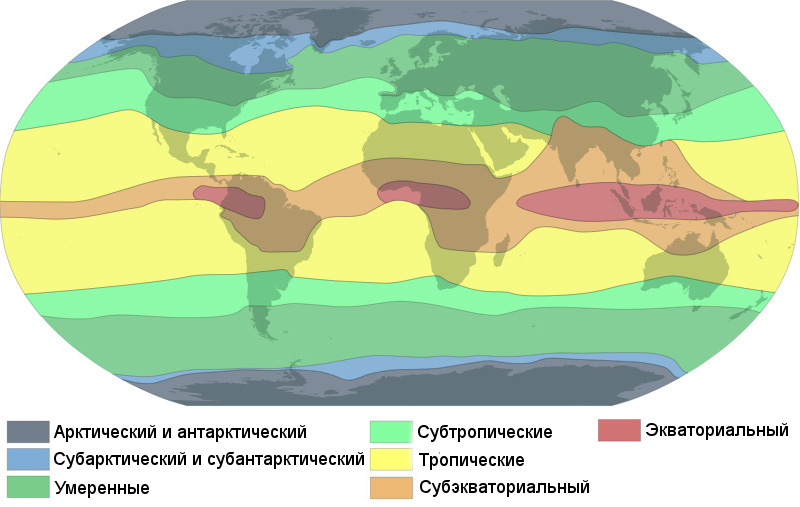
Cinturones climáticos del sistema de Alisov.

La clasificación climática de Alísov fue desarrollada por el geógrafo y climatólogo soviético Borís Pávlovich Alísov entre las décadas de 1930 y 1950. Se trata de una clasificación genética, basada principalmente en la observación de la distribución y el rendimiento de las masas de aire. Se considera la primera clasificación climática basada en el concepto de  masas de aire.

## Cinturones climáticos
Este sistema divide a la Tierra en siete cinturones climáticos de acuerdo con la actividad de las masas de aire: ecuatorial, subecuatorial (o ecuatorial monzónico), tropical, subtropical, templado, subpolar (subártico y subantártico) y polar (ártico y antártico).